# 西野陽子
西野 陽子（にしの ようこ、1981年11月14日 - ）は、日本の女性声優。京都府出身。

## 来歴
- 2000年 - 青二塾大阪校18期生入塾[4]。
- 2002年 - 青二塾大阪校18期生卒業後、青二プロダクション所属[4][5]。
- 2006年 - マウスプロモーション所属[5]。
- 2010年3月 - マウスプロモーション退所。フリーとなる。
- 2018年12月より、キャトルステラへの所属が発表された[6]。

## 人物
方言は京都弁。
趣味はバイク、読書、能。
特技はテニス、少林寺拳法。

## 出演

### テレビアニメ
2002年
- プラトニックチェーン（マキ）

2004年
- ふたりはプリキュア（メグミ、少女、女生徒、女性リポーター）
- ボボボーボ・ボーボボ（コパッチ1、チビ子）

2005年
- いちご100%（女、女子、女子生徒B、生徒、店員）
- 頭文字D Fourth Stage
- 格闘美神 武龍（陳麗）
- 交響詩篇エウレカセブン（少女）
- 甲虫王者ムシキング 森の民の伝説（村人）
- 蒼穹のファフナー RIGHT OF LEFT（柴田小百合）
- ふたりはプリキュア Max Heart（メグミ、下級生、女生徒）
- BLACK CAT（ミキ、女の子、子供）
- 舞-乙HiME（コーラル生徒）
- まじめにふまじめ かいけつゾロリ（園児）

2006年
- ゴーストハント（鈴木直子、女生徒）
- NANA（カップル女、看護師A、女子高生、通行人A）
- 働きマン（女性）

2007年
- 人造昆虫カブトボーグ V×V（西尾弥生）
- スカルマン（子供）
- 魔人探偵脳噛ネウロ（女子高生）
- ラブ★コン（生徒、羊の声 他）
- 湾岸ミッドナイト（看護師）

2008年
- アリソンとリリア（一年生、子供達、女の子）
- 狂乱家族日記（鷹縁切子）
- S・A〜スペシャル・エー〜（ドレスの女子、黒泉女生徒A）
- To LOVEる -とらぶる-（生徒、女子、女子生徒）
- 二十面相の娘（女優）
- マクロスF（女生徒、女、電話メッセージ、生徒）

2009年
- 鋼の錬金術師 FULLMETAL ALCHEMIST（少女、女）
- フレッシュプリキュア!（少女）

2010年
- アイアンマン（村の子供）

2011年
- スイートプリキュア♪（東山聖歌、審判、候補B、女子生徒）
- ちはやふる（2011年 - 2020年、弓道部部員、金井椿、須田恵美、早坂寧々、大岡綾音 他） - 3シリーズ

2012年
- ギルティクラウン（高宮早紀）
- スマイルプリキュア!（さちこ）
- 薄桜鬼 黎明録（小鈴）

2015年
- うしおととら（御角の娘）

2021年
- 女神寮の寮母くん。（女子大生、旅館の女将、リアル迷路受付、カップル女性）
- 精霊幻想記（アオイ）

### 劇場アニメ
- ONE PIECE THE MOVIE デッドエンドの冒険（2003年）
- 劇場版 鋼の錬金術師 シャンバラを征く者（2005年）
- 劇場版 NARUTO -ナルト- 疾風伝（2007年、少女）
- 映画 プリキュアオールスターズNewStage みらいのともだち（2012年、女子生徒）
- 映画 プリキュアオールスターズNewStage2 こころのともだち（2013年、妖精）

### OVA
- サクラ大戦 エコール・ド・巴里（2003年、白猫ダンサーズ）
- アンパンマンとはじめよう!勇気りんりん!いろ・かず・かたち（2004年、クレヨンマン）
- いちご100% -夜霧の嵐泉祭編- / -桜海学園エクソダス編-（2005年、文芸部員女子1、女生徒A）
- To LOVEる -とらぶる- OVA（2009年 - 2010年、女子生徒、バニーガール、美柑の友人）※コミックス第13巻、第16巻、第18巻限定版に付属

### ゲーム
- 偽りの輪舞曲
- 御城プロジェクト:RE（吉田郡山城[7]、淀城[8]）
- クッキングママシリーズ（ママ、イタリア・にほんのおともだち）
- 剣と魔法と学園モノ。2（フェアリー・女）
- 降魔霊符伝イヅナ 弐（ヒミコ、アニマ、ラン）
- 装星機ガジェットロボ（香取ヒート、桐岡リリコ、速水イズミ）
- Dark Mist The Depths of Darkness（アテナ）
- 薄桜鬼 黎明録シリーズ（小鈴）
  - 薄桜鬼 黎明録
  - 薄桜鬼 黎明録 ポータブル
  - 薄桜鬼 黎明録 DS[9]
  - 薄桜鬼 黎明録 名残り草[10]
  - 薄桜鬼SSL 〜sweet school life〜（鈴鹿小鈴[11]）
  - 薄桜鬼 真改 華ノ章[12]
- 双恋（女生徒、子供）
- BLACK/MATRIXOO（リリス）
- マクロスアルティメットフロンティア（ホシムラ・ユイ）
  - マクロストライアングルフロンティア（ホシムラ・ユイ）
- ラブ★マージャン!2（聡美）

### ドラマCD
- アリソン（女性事務官）
- イリヤの空、ＵＦＯの夏（清美）
- 薄桜鬼 黎明録 ドラマCD 〜龍之介淡恋秘話〜（小鈴）
- 撲殺天使ドクロちゃん（女生徒）

### 吹き替え
- ハロウィーンタウン4 ウィッチ大学へようこそ
- 新・王子と少年

### その他コンテンツ
- タレコミ